# Thoiry (Saboya)
 Thoiry  es una población y comuna francesa, en la región de Ródano-Alpes, departamento de Saboya, en el distrito de Chambéry y cantón de Saint-Alban-Leysse.

## Demografía
| 345 | 285 | 245 | 258 | 321 | 390 |
| Para los censos de 1962 a 1999 la población legal corresponde a la población sin duplicidades (Fuente: INSEE [Consultar]) |     |     |     |     |     |